# NGC 612
NGC 612 é uma galáxia espiral (S0-a) localizada na direcção da constelação de Sculptor. Possui uma declinação de -36° 29' 35" e uma ascensão recta de 1 horas, 33 minutos e 57,7 segundos.
A galáxia NGC 612 foi descoberta em 29 de Novembro de 1837 por John Herschel.